# Ле-Кото-Перигурден
Ле-Кото-Перигурден (фр. Les Coteaux Périgourdins) — муніципалітет у Франції, у регіоні Нова Аквітанія, департамент Дордонь. Ле-Кото-Перигурден утворено 1 січня 2017 року шляхом злиття муніципалітетів Шаваньяк i Грез. Адміністративним центром муніципалітету є Шаваньяк. Населення — 556 осіб (01.01.2021).